# Mistrzostwa NCAA Division II w Zapasach w 2017
Mistrzostwa NCAA Division II w zapasach w 2017 roku rozegrane zostały w Birmingham w dniach 10–11 marca. Zawody odbyły się na terenie Cross Plex Harris Arena. Gospodarzem zawodów był University of Alabama in Huntsville.
- Outstanding Wrestler – DeAndre’ Johnson

Punkty zdobyło 41 drużyn.

## Wyniki

### Drużynowo
| Kolejność | Szkoła                            | Zespół   |
| --------- | --------------------------------- | -------- |
| 1.        | Notre Dame College                | Falcons  |
| 2.        | St. Cloud State University        | Huskies  |
| 3.        | California Baptist University     | Lancers  |
| 4.        | University of Nebraska at Kearney | Lopers   |
| 5.        | McKendree University              | Bearcats |
| 6.        | Ashland University                | Eagles   |
| 7.        | Maryville University              | Saints   |
| 8.        | University of Findlay             | Oilers   |

### All American

#### 125 lb
| Lp. | Zawodnik        | Szkoła          |
| --- | --------------- | --------------- |
| 1.  | Ivan McClay     | Notre Dame      |
| 2.  | Willie Bohince  | Mercyhurst      |
| 3.  | Brett Velasquez | St. Cloud State |
| 4.  | Austin Petril   | Kutztown        |
| 5.  | Trung Duong     | Newberry        |
| 6.  | Alan Diltz      | Seton Hall      |
| 7.  | Dustin Reed     | Newman–Wichita  |
| 8.  | Darek Huff      | Adams State     |

#### 133 lb
| Lp. | Zawodnik         | Szkoła       |
| --- | ---------------- | ------------ |
| 1.  | Michael Labry    | Ashland      |
| 2.  | Blake Bosch      | MSU–Moorhead |
| 3.  | Dustin Kirk      | King         |
| 4.  | Dustin Warner    | Wheeling     |
| 5.  | Carmine Ciotti   | Gannon       |
| 6.  | Anthony Sparacio | LIU Post     |
| 7.  | Josh Walker      | Upper Iowa   |
| 8.  | David Bavery     | Notre Dame   |

#### 141 lb
| Lp. | Zawodnik       | Szkoła           |
| --- | -------------- | ---------------- |
| 1.  | Nate Rodriguez | Maryville        |
| 2.  | Darren Wynn    | McKendree        |
| 3.  | Nick Crume     | Indianapolis     |
| 4.  | Daniel Salazar | Colorado Mesa    |
| 5.  | Joshua Ailey   | Central Oklahoma |
| 6.  | Brandon Ball   | Fort Hays State  |
| 7.  | Bryce Killian  | King             |
| 8.  | Cobey Fehr     | Notre Dame       |

#### 149 lb
| Lp. | Zawodnik          | Szkoła          |
| --- | ----------------- | --------------- |
| 1.  | Keith Surber      | Kearney         |
| 2.  | Juwan Edmond      | Notre Dame      |
| 3.  | Nic Goebel        | Findlay         |
| 4.  | James Pleski      | St. Cloud State |
| 5.  | Nick Boggs        | Lake Erie       |
| 6.  | Michael Screptock | Tiffin          |
| 7.  | James Krischke    | Maryville       |
| 8.  | Jacob Gerken      | Colorado–Mines  |

#### 157 lb
| Lp. | Zawodnik         | Szkoła                  |
| --- | ---------------- | ----------------------- |
| 1.  | DeAndre’ Johnson | Limestone               |
| 2.  | Destin McCauley  | Kearney                 |
| 3.  | Larry Bomstad    | St. Cloud State         |
| 4.  | Cody Law         | Pittsburgh at Johnstown |
| 5.  | Ryan Strope      | McKendree               |
| 6.  | Joey White       | Findlay                 |
| 7.  | Eric Lewandowski | Gannon                  |
| 8.  | Heath Lange      | Indianapolis            |

#### 165 lb
| Lp. | Zawodnik            | Szkoła                  |
| --- | ------------------- | ----------------------- |
| 1.  | Isaiah White        | Notre Dame              |
| 2.  | Brock Wingbermuehle | McKendree               |
| 3.  | Francis Mizia       | Mercyhurst              |
| 4.  | Calvin Ochs         | Kearney                 |
| 5.  | Troy Warner         | Kutztown                |
| 6.  | Alonzo Turner       | Findlay                 |
| 7.  | Tyler Reinhart      | Pittsburgh at Johnstown |
| 8.  | JaCobi Jones        | Colorado State–Pueblo   |

#### 174 lb
| Lp. | Zawodnik      | Szkoła             |
| --- | ------------- | ------------------ |
| 1.  | Nick Becker   | Parkside           |
| 2.  | Blaze Shade   | UNC Pembroke       |
| 3.  | Adam Cooling  | MSU–Mankato        |
| 4.  | Nolan Kistler | California Baptist |
| 5.  | Cody Carson   | Central Missouri   |
| 6.  | Dalton George | Ohio Valley        |
| 7.  | Bradley Metz  | Findlay            |
| 8.  | Nick Foster   | McKendree          |

#### 184 lb
| Lp. | Zawodnik           | Szkoła                |
| --- | ------------------ | --------------------- |
| 1.  | Garrett Lineberger | Notre Dame            |
| 2.  | Nicholas Fiegener  | California Baptist    |
| 3.  | Zeb Wahle          | Maryville             |
| 4.  | JaVaughn Perkins   | Colorado State–Pueblo |
| 5.  | Aero Amo           | Augustana             |
| 6.  | Jordan Murphy      | Ashland               |
| 7.  | Zach Stodden       | Kearney               |
| 8.  | Corey Abernathy    | MSU–Mankato           |

#### 197 lb
| Lp. | Zawodnik     | Szkoła             |
| --- | ------------ | ------------------ |
| 1.  | Jacob Waste  | California Baptist |
| 2.  | Jon Inman    | Fort Hays State    |
| 3.  | Luke Cramer  | Ashland            |
| 4.  | Morgan Smith | Simon Fraser       |
| 5.  | Evan Ramos   | Shippensburg       |
| 6.  | Matthew Rudy | Limestone          |
| 7.  | Joe Gomez    | Northern State     |
| 8.  | Matt Blome   | MSU–Mankato        |

#### 285 lb
| Lp. | Zawodnik        | Szkoła           |
| --- | --------------- | ---------------- |
| 1.  | Garrett Gray    | Tiffin           |
| 2.  | Kameron Teacher | Notre Dame       |
| 3.  | Austin Goergen  | St. Cloud State  |
| 4.  | Michael Lowman  | Augustana        |
| 5.  | Logan Hopp      | Upper Iowa       |
| 6.  | Nick Budd       | Gannon           |
| 7.  | Caleb Cotter    | Central Oklahoma |
| 8.  | Ryan Appleby    | Kutztown         |